# Microsoft Messenger for Mac
Microsoft Messenger for Macはインスタントメッセンジャーアプリケーションのひとつで、Mac OS Xで動作するアプリケーションである。MSN Messengerの後継のソフトウェアであり、開発は米国マイクロソフトの一部門であるMacintosh Business Unitが行っていた。後継ソフトはSkypeである。

## 概要
以前開発されていたMSN MessengerはWindows、Mac OS 共、同じ名称のアプリケーションであったがバージョン5.0より、Classic Mac OS向けはこの名称に変更された。Windows向けのWindows Live Messengerならびに以前のMSN Messengerとは、インスタントメッセージの交換に関して互換性がある。
以前はWebカメラやマイクを使ったオーディオ、ビデオ会話を行うことができないなど、Windows版のWindows Live Messengerと比べると機能面で劣っている点が多かったが、バージョン8.0からはオーディオ、ビデオ会話も可能になった。
最終バージョンはMicrosoft Messenger for Mac 8.0.2である。2013年4月にMessengerサービスは廃止され、これ以降はマイクロソフトに買収されたSkype for Macに移行（統合）されており、起動は可能だがログインできなくなっている。但しSkypeが利用できないMac OS Xより前のMac OSではMessengerが利用可能となっている。

## バージョン
Mac OSのバージョンによって、使えるMSN Messenger/Microsoft Messengerのバージョンが違う。
- バージョン2.5.1 は Mac OS 9.2.2 で使えるバージョン。それ以前のバージョン2.1、2.5はセキュリティ上の問題を抱えており、現在では使用する事は出来ない。
- バージョン3.5.1 は Mac OS X 10.1.3 以降、Mac OS X 10.2.7 までで使えるバージョン。
- バージョン4.0.1 は Mac OS X 10.2.8 で使えるバージョン。
- バージョン6.0.1 は Mac OS X 10.3 以降のMac OS Xで使えるバージョン。
- バージョン7.0.1 は Mac OS X 10.4.9 以降のMac OS Xで使えるバージョン。最終版は7.0.3で、2011年12月1日に公開。
- バージョン8.0.0 は Mac OS X 10.5.8 以降のMac OS Xで使えるバージョン。最終版は8.0.2。

古いバージョンは、古いMac OSを使用している場合のみ使用可能で、例えばMac OS X 10.3以降のMac OS Xでバージョン4.0.1を使用してサインインしようとすると、バージョンのアップグレードを促される。

## 最終バージョンの特徴
- Yahoo! Messenger とのチャット（日本語版Yahoo!メッセンジャーはこれとは別の扱いのため、現在未対応）
- パーソナルコンタクトのみが見られるステータスメッセージ
- iTunes で聞いている曲名をステータスメッセージとして設定できる
- Spotlightを使ったインスタントメッセージング履歴の検索をサポートしている
- スペルチェック（英語のみ）

## 互換クライアント
一部のバージョンのMicrosoft Messengerは、インスタントメッセージのやり取りをしている最中に接続が切れてしまったり、サインインができないことがあるなどの問題が発生する場合があり、互換ソフトウェアが多く存在した。
主なものとして、Adium、Proteus、Fire、aMSNなどが挙げられる。